# 털북숭이발생쥐귀박쥐
털북숭이발생쥐귀박쥐(Myotis fimbriatus)는 애기박쥐과 윗수염박쥐속에 속하는 박쥐이다. 중국에서만 발견된다. 짧고 굵은 갈색 털을 갖고 있으며, 배 쪽은 연한 희끄무레한 색을 띤다. 포획된 암컷 표본의 귀 길이가 14.4mm, 전완장이 42.2mm, 몸무게가 9.9g으로 측정되었다. 2008년에 국제 자연 보전 연맹(IUCN)이 "관심대상종"으로 분류했다. 2000년에는 "낮은 위기/취약 근접종(LR/nt)"으로 지정했다.